# Jean-François-Xavier Estrix
Pour les articles homonymes, voir Estrix.
 (novembre 2015).
Si vous disposez d'ouvrages ou d'articles de référence ou si vous connaissez des sites web de qualité traitant du thème abordé ici, merci de compléter l'article en donnant les références utiles à sa vérifiabilité et en les liant à la section « Notes et références ».
Jean-François-Xavier Estrix, né à Malines le 5 avril 1766 et mort à Malines le 12 janvier 1826, est un homme politique. 

## Biographie
D'une ancienne famille noble malinoise, Jean-François-Xavier Estrix est le fils d'Yves Joseph Estrix et de Marie-Madeleine Scheppers. Il est l'oncle de Mgr Victor Scheppers et le parent notamment d'Egide Estrix, de Jean Estrix et de Yves Joseph Poullet..
Marié en 1799 à Barbe de Nelis (1778-1864), fille du chevalier Jean-Charles de Nelis et de Claire Hillema, il est le père du chevalier François Estrix de Terbeeck (1800-1870), lieutenant-colonel, aide de camp du général en chef, inspecteur des gardes civiques du royaume.
Estrix est successivement adjoint au bourgmestre et échevin de Malines. Il est également membre de l'Assemblée des notables constitutionnels du département des Deux-Nèthes, pour l'arrondissement de Malines, et membre des États provinciaux d'Anvers. 

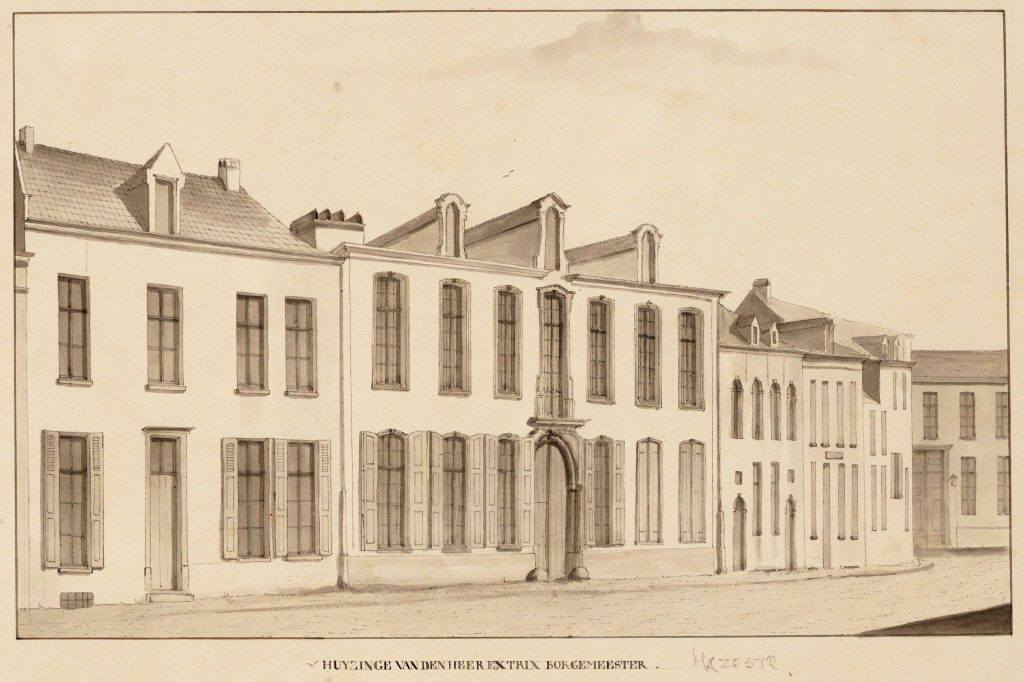
Hôtel du bourgmestre Estrix.

Le 20 octobre 1818, il devient membre de la Seconde Chambre des États généraux. Il siège à la Chambre basse jusqu'au 15 octobre 1821.
Après la mort de Constant Émile de Bors en 1821, il lui succède en tant que bourgmestre de Malines. Il occupe ce dernier mandat jusqu'à sa mort. 

## Mandats et fonctions
- Adjoint au bourgmestre de Malines
- Membre de la Seconde Chambre des États généraux : 1818-1821
- Membre des États provinciaux d'Anvers
- Bourgmestre de Malines : 1821-1826

## Sources
- J. VAN BALBERGHE, Notes généalogiques et inscriptions funéraires de Jean-François-Xaxier Estrix, bourgmestre de la ville de Malines, 1951.
- Jhr. J.F.X. Estrix

- Notice dans un dictionnaire ou une encyclopédie généraliste :   - Biografisch Portaal van Nederland